# Oleg Ichim
Oleg Ichim (n. 27 octombrie 1979, Tiraspol, RSS Moldovenească, URSS) este un fost fotbalist moldovean care a evoluat la echipa națională și la echipa poloneză Olimpia Elbląg.